# Нура (Нуринский район)
Нура́ (каз. Нұра, до 2017 года — Ки́евка) — посёлок, административный центр Нуринского района Карагандинской области Казахстана. Административный центр и единственный населённый пункт Нуринской поселковой администрации. Код КАТО — 355230100.

## География
Расположен на реке Улькен-Кундызды (приток Нуры), на автодороге, в 90 км к юго-западу от железнодорожной станции Сарыбел (ранее Осакаровка, на линии Караганда — Астана) и в 165 км к северо-западу от Караганды. Расстояние от посёлка Нура до города Астана — 101 км. Нура расположен вблизи дороги P-3 «Астана — Кабанбай батыра — Темиртау».

## История
Основан в 1898 году в урочище Каратал украинскими переселенцами из Екатеринославской, Киевской, Полтавской и Харьковской губерний.

## Население
В 1999 году население посёлка составляло 6807 человек (3253 мужчины и 3554 женщины). По данным переписи 2009 года в посёлке проживало 5956 человек (2797 мужчин и 3159 женщин).
На начало 2019 года население посёлка составило 5440 человек (2664 мужчины и 2776 женщин).

## Религия
- Ислам: мечеть
- Православие: Свято-Сергиевский храм[7]

## Люди, связанные с посёлком
- Колодий, Иван Михайлович — Герой Советского Союза (1943)
- Абдыкаримов, Оралбай Абдыкаримович — казахстанский государственный и общественный деятель.